# Echinula
Echinula — рід грибів родини Hyaloscyphaceae. Назва вперше опублікована 1977 року.

## Класифікація
До роду Echinula відносять 2 види:
- Echinula asteriadiformis
- Echinula asteridiformis